# Таратынова, Анна Яковлевна
Анна Яковлевна Таратынова (1934—2012) — свиновод колхоза «Сибирь» Осинского района Иркутской области, Герой Социалистического Труда (1990).

## Биография
Таратынова А. Я. начала свою трудовую деятельность в колхозе «Сибирь» в 1952 году свинаркой маточной группы, стаж работы составляет 46 лет.
Указом № 629 Президента СССР Михаила Сергеевич Горбачёва «О присвоении звания Героя Социалистического Труда тов. Таратыновой А. Я.» от 24 августа 1990 года «за достижение высоких результатов в увеличении производства и продажи государству продукции животноводства, большой личный вклад в развитие сельского хозяйства и проявленную трудовую доблесть» удостоена звания Героя Социалистического Труда с вручением ордена Ленина и золотой медали «Серп и Молот».
Умерла 10 июня 2012 года.

## Награды
- Бронзовая медаль ВДНХ
- Орден «Знак Почёта»
- Медаль «В ознаменование 100-летия со дня рождения Владимира Ильича Ленина»
- Два ордена Ленина
- Орден Трудового Красного Знамени
- Медаль «Ветеран труда»
- Знак «Ударник коммунистического труда»
- Знак «Победитель социалистического соревнования»